# Marcel Timm
Marcel Timm (* 3. Februar 1998 in Gummersbach) ist ein deutscher Handballspieler.

## Vereinskarriere
Timm begann mit acht Jahren bei seinem Heimatverein CVJM Oberwiehl Handball zu spielen. Im Alter von 14 Jahren wechselte der Kreisläufer auf die Handballakademie des VfL Gummersbach. Im Sommer 2016 unterschrieb der damals 18-Jährige seinen ersten Profivertrag in der Bundesligamannschaft. Für Gummersbach erzielte er in 25 Pflichtspielen vier Tore.
Ab der Saison 2018/19 lief er für den HSC 2000 Coburg auf und gewann mit dem Team in der Saison 2019/20 die Meisterschaft der 2. Bundesliga. Er bestritt 56 Pflichtspiele für Coburg und warf dabei 63 Tore.
Im Sommer 2020 wechselte er zum TBV Lemgo. Mit Lemgo gewann er im Juni 2021 den DHB-Pokal 2020 im Final Four. Am 12. November 2021 wurde er vom Verein vom Trainings- und Spielbetrieb freigestellt. Bis dato hatte er für Lemgo in 47 Pflichtspielen 61 Tore erzielt.
Ab März 2022 lief Timm für den österreichischen Erstligisten Bregenz Handball auf. Mit den Vorarlbergern konnte er sich 2021/22 den ÖHB-Cup sichern. Für die Saison 2023/24 stand er beim deutschen Zweitligisten TuS Vinnhorst unter Vertrag. Bereits 2024/25 wechselte er in die dritte Liga zum TV Emsdetten.

## Nationalmannschaft
2014 wurde Timm das erste Mal in die DHB-Jugendnationalmannschaft berufen. 2016 feierte Marcel Timm dann seinen ersten internationalen Erfolg und gewann mit der deutschen U-18-Nationalmannschaft die Bronzemedaille bei der Europameisterschaft in Kroatien.

## Erfolge
- TBV Lemgo
  - 1× Deutscher Pokalsieger 2020
- Bregenz Handball
  - 1× Österreichischer Pokalsieger 2021/22
  - 1× ÖHB Supercupsieger 2022/23